# 白塘水库
白塘水库是中国海南省定安县境内的一座水库，位于泮水河上，建于1961年。水库正常库容为939万立方米，平均水深为3.87米，集雨面积为11平方千米，海拔为111.71米。